# Alskogs kyrka
Alskogs kyrka är en kyrkobyggnad, invigd under 1100-talet, i Visby stift, Gotland som tillhör Garde församling. Innan dess har den alltsedan medeltiden varit sockenkyrka i Alskogs socken.

## Exteriör
I sin ursprungliga form hade kyrkan ett valvlöst långhus, men under tidigt 1200-tal fick den kolonnburna valv och ett torn. Tornets portal tycks ha inspirerats av västportalen i Visbys S:ta Maria domkyrka. I sydportalen finns ålderdomliga kapitälskulpturer bevarade. Cirka år 1300 ägde en stor ombyggnad rum, och kyrkan fick då det gotiska koret med tillhörande portal. Samtidigt anpassades långhuset därefter. Kyrkan restaurerades 1964-1965 efter förslag av arkitekt Karl Erik Hjalmarson.

## Interiör
Väggmålningarna från medeltiden finns inte kvar. Det gör däremot korfönstrets egendomliga glasmålningar, från byggnadstiden. Samma stil präglar också målningarna på sakramentskåpets dörrars insidor, vilka föreställer Bebådelsen.

## Inventarier
Från korbyggets tid härrör några träskulpturer som ingått i ett retabel, föreställande den uppståndne Kristus, ett par apostlar, och S:ta Katarina av Alexandria. Vid en restaurering 1752 blev den senare dock omgjord till en mansfigur. Triumfkrucifixet, som är i nordfransk stil och har tillhört den gamla kyrkan, är troligen gjort av samma mästare som tillverkade Viklaumadonnan. Från samma tid är dopfunten, med bilder från Jesu barndom. Predikstolen är från 1586 (dock senare bemålad) och därmed Gotlands äldsta. Altartavlan, tillverkad av snickaren Johan Dunderhake och målaren Magnus Möller, är från 1759.
Kyrkan har dessutom två kollekthåvar från 1775, i röd saffian med broderier utförda i Konstantinopel. De skänktes till kyrkan av den dåvarande kyrkoherden Johan Nilsson Luttemans son, som då var legationspredikant i Konstantinopel.
I kyrkan hänger dessutom en tavla föreställande Kristus, av den gotländske konstnären Folke Jupiter.

### Orgel
- 1891 bygger Åkerman & Lund, Stockholm, en orgel med 5 stämmor.
- Den ersätts 1971 med en mekanisk orgel byggd av A. Magnusson Orgelbyggeri AB.

| Huvudverk I   | Svällverk II | Pedal         | Koppel |
| Rörgedackt 8’ | Gedackt 8’   | Subbas 16’    | I/P    |
| Principal 4’  | Rörflöjt 4’  | Kvintadena 4’ | II/P   |
| Waldflöjt 2’  | Principal 2’ |               | II/I   |
| Mixtur 3 ch   | Nasat 1 1⁄3’ |               |        |

## Galleri

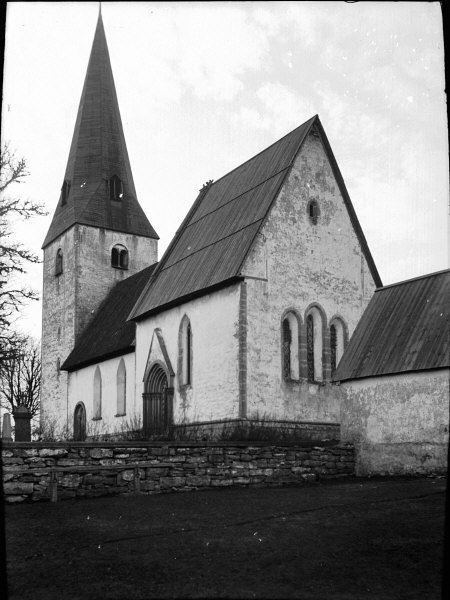
Alskogs kyrka, 1916.
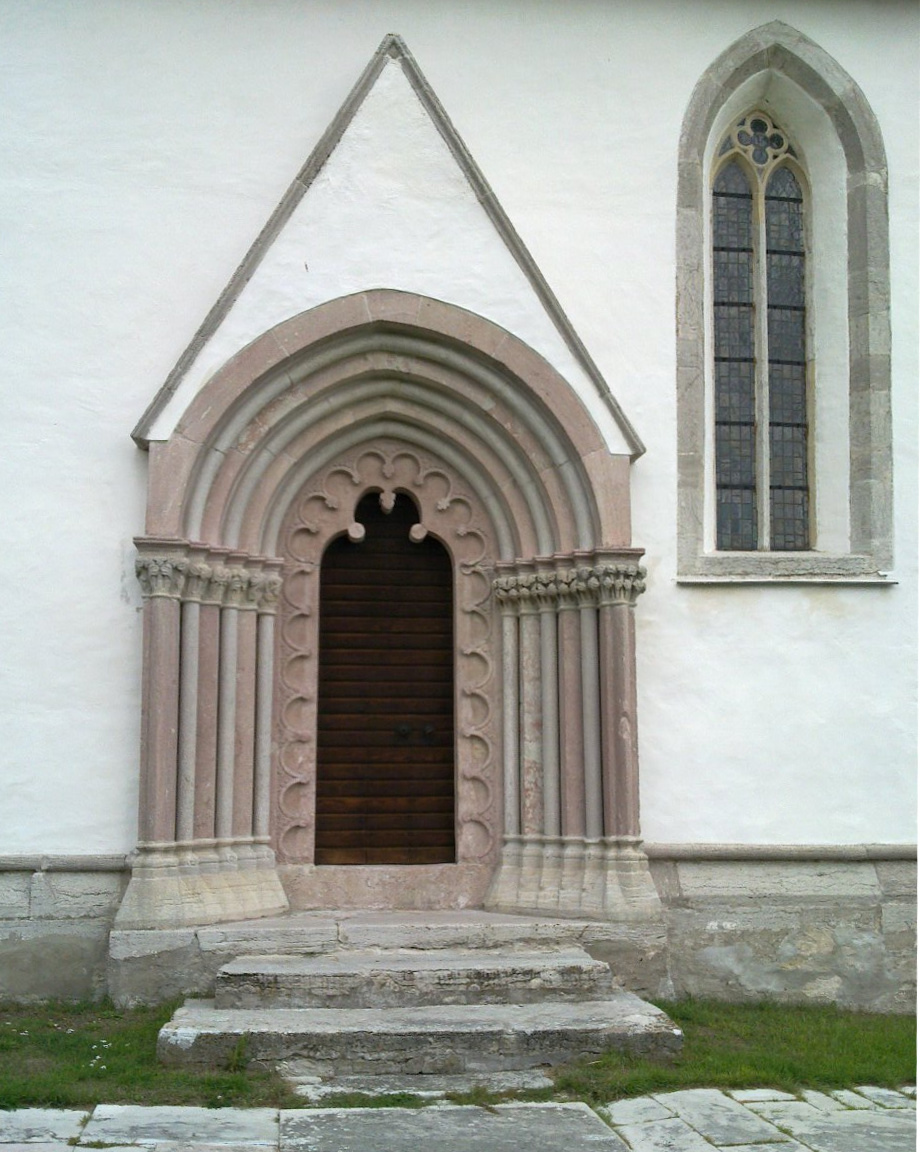
Sydportalen.
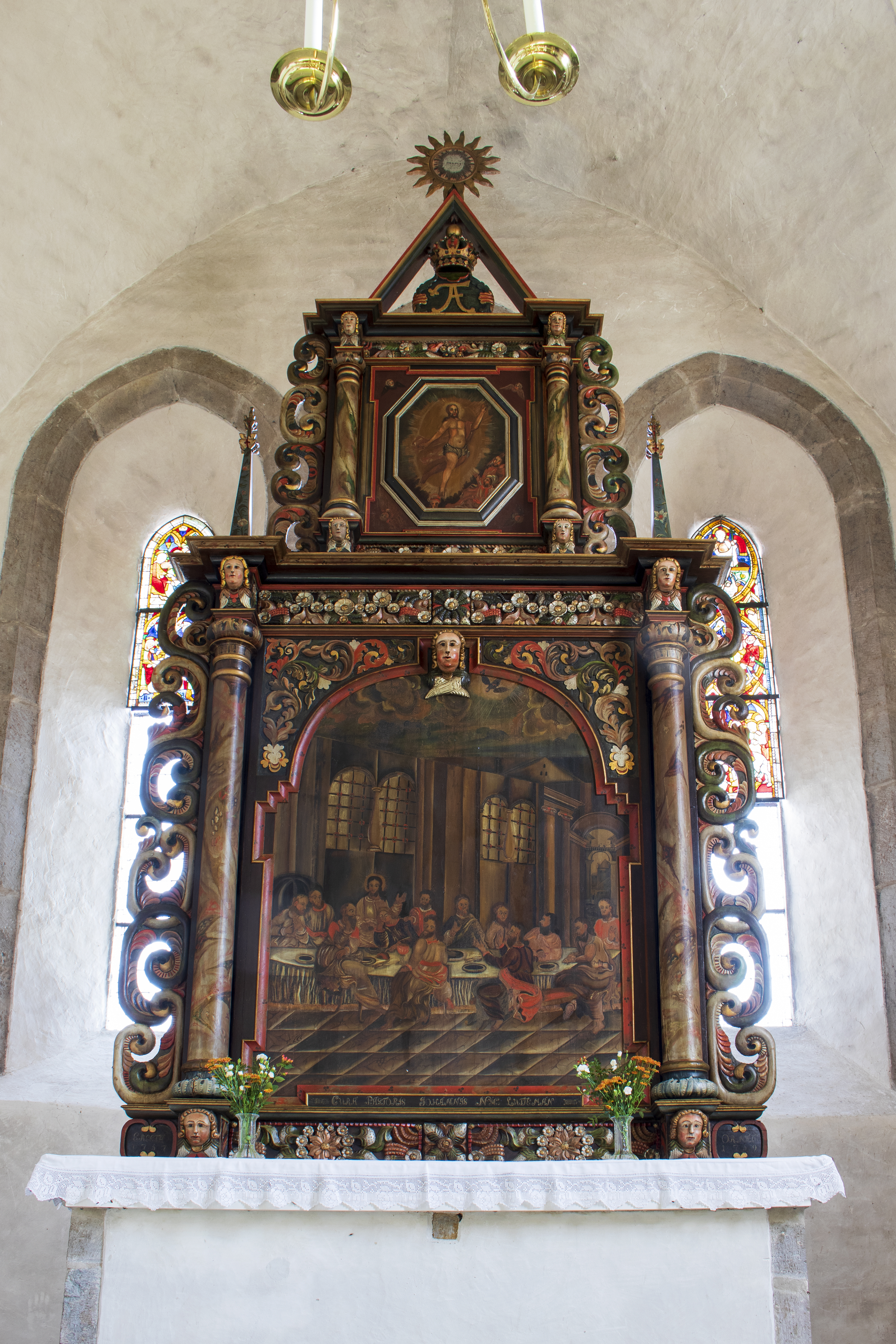
Altaruppställning
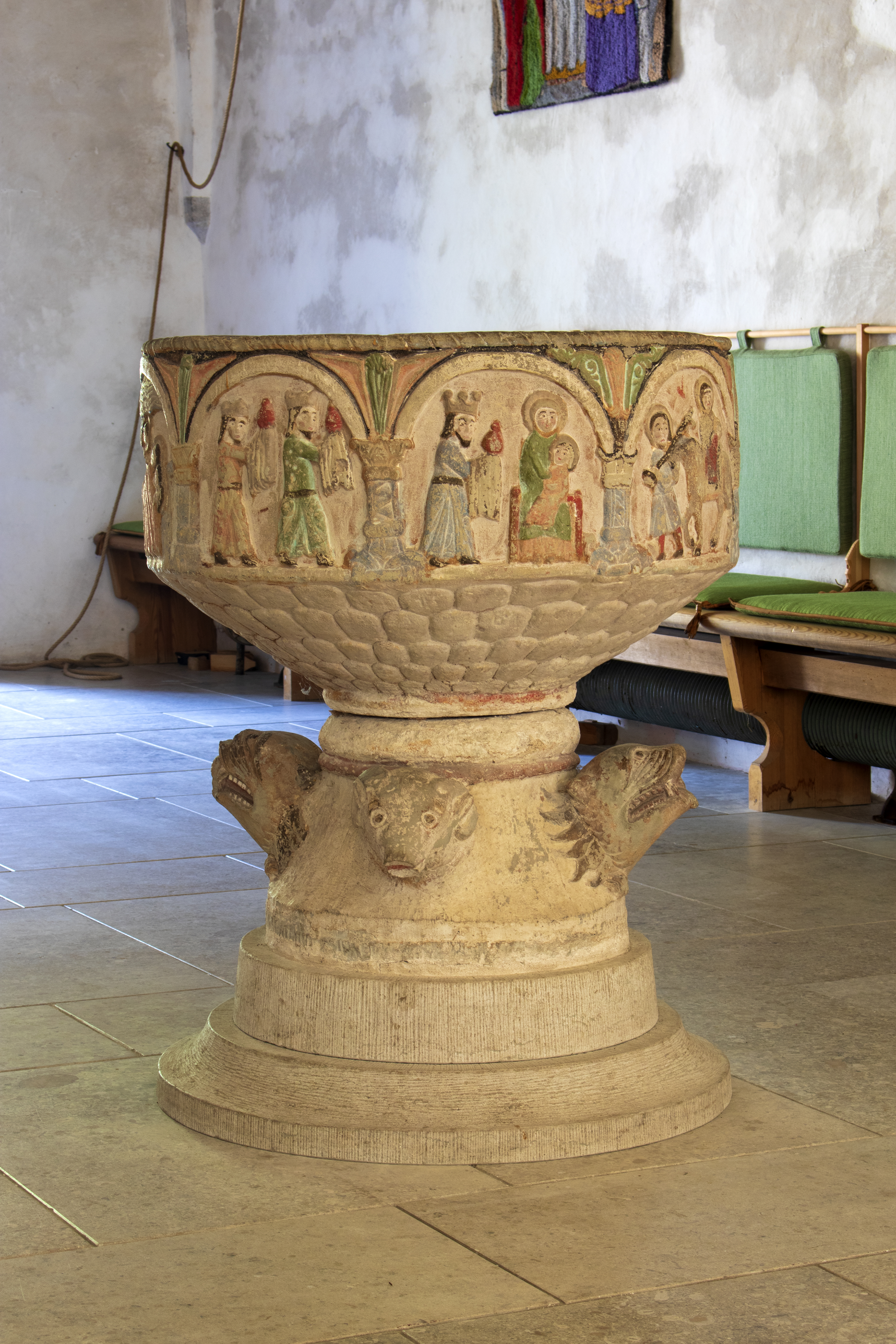
Dopfunten, från 1100-talet utförd av Semibyzantios.
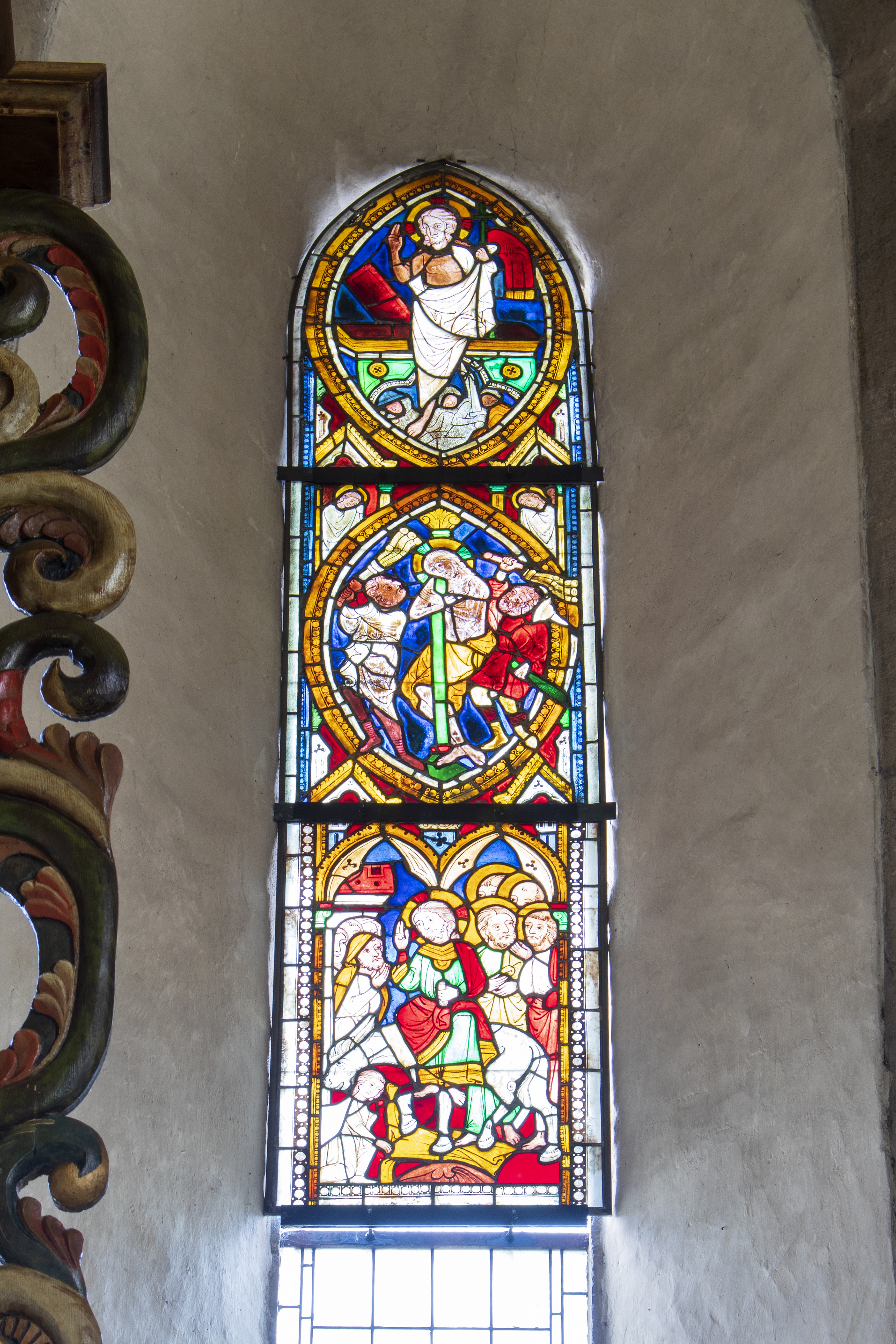
Korfönster
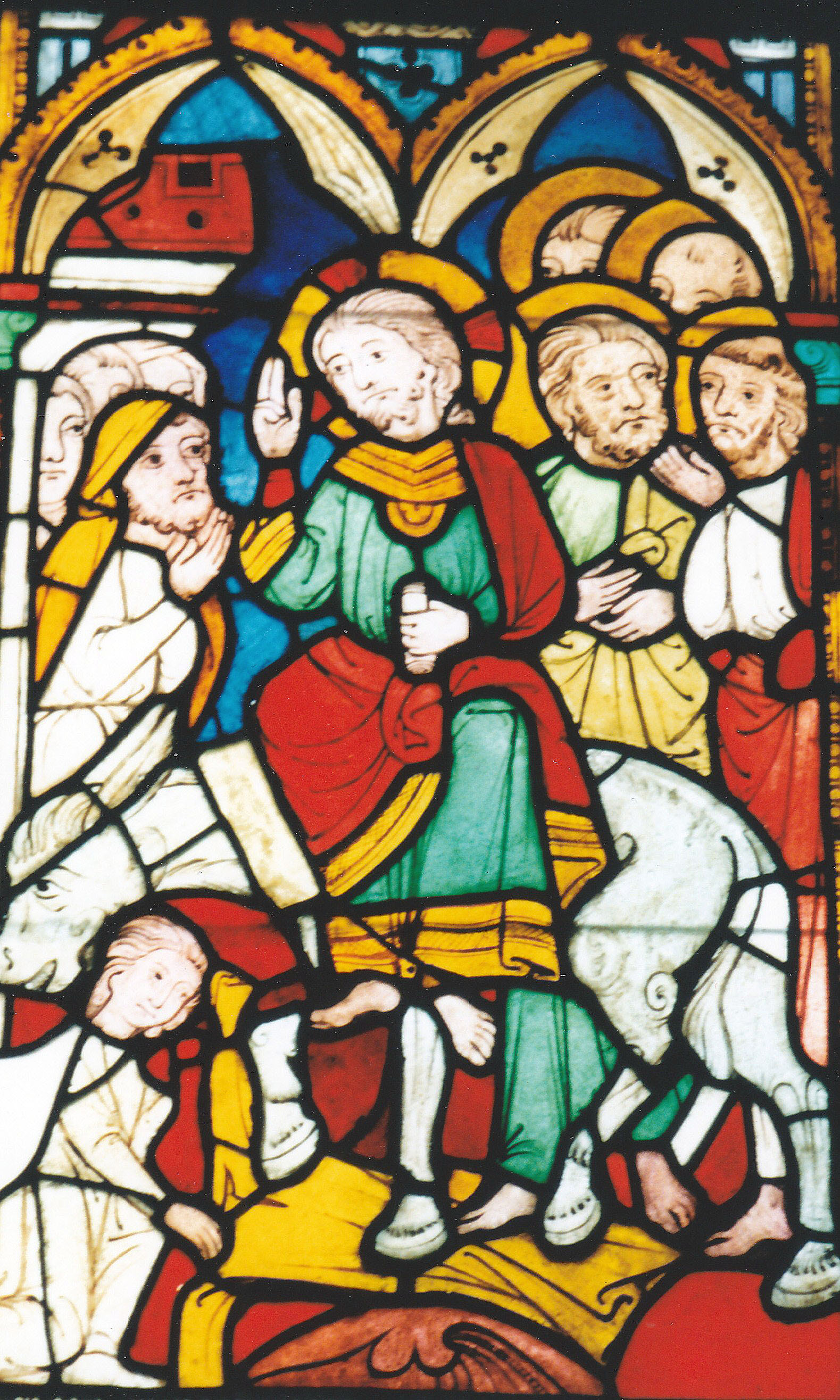
Glasmålning från 1200-talet.Intåget I Jerusalem.
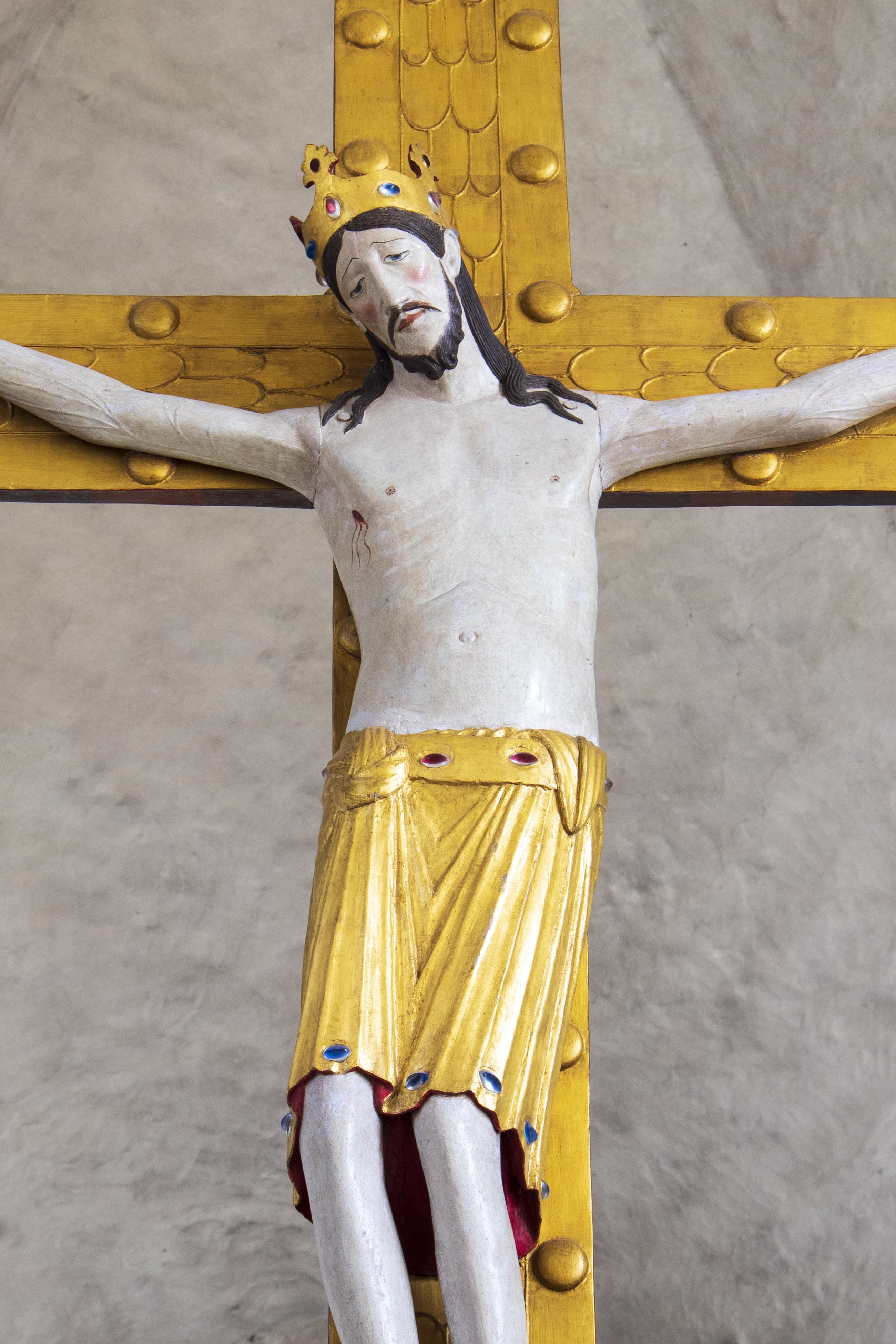
Triumfkrucifixet.
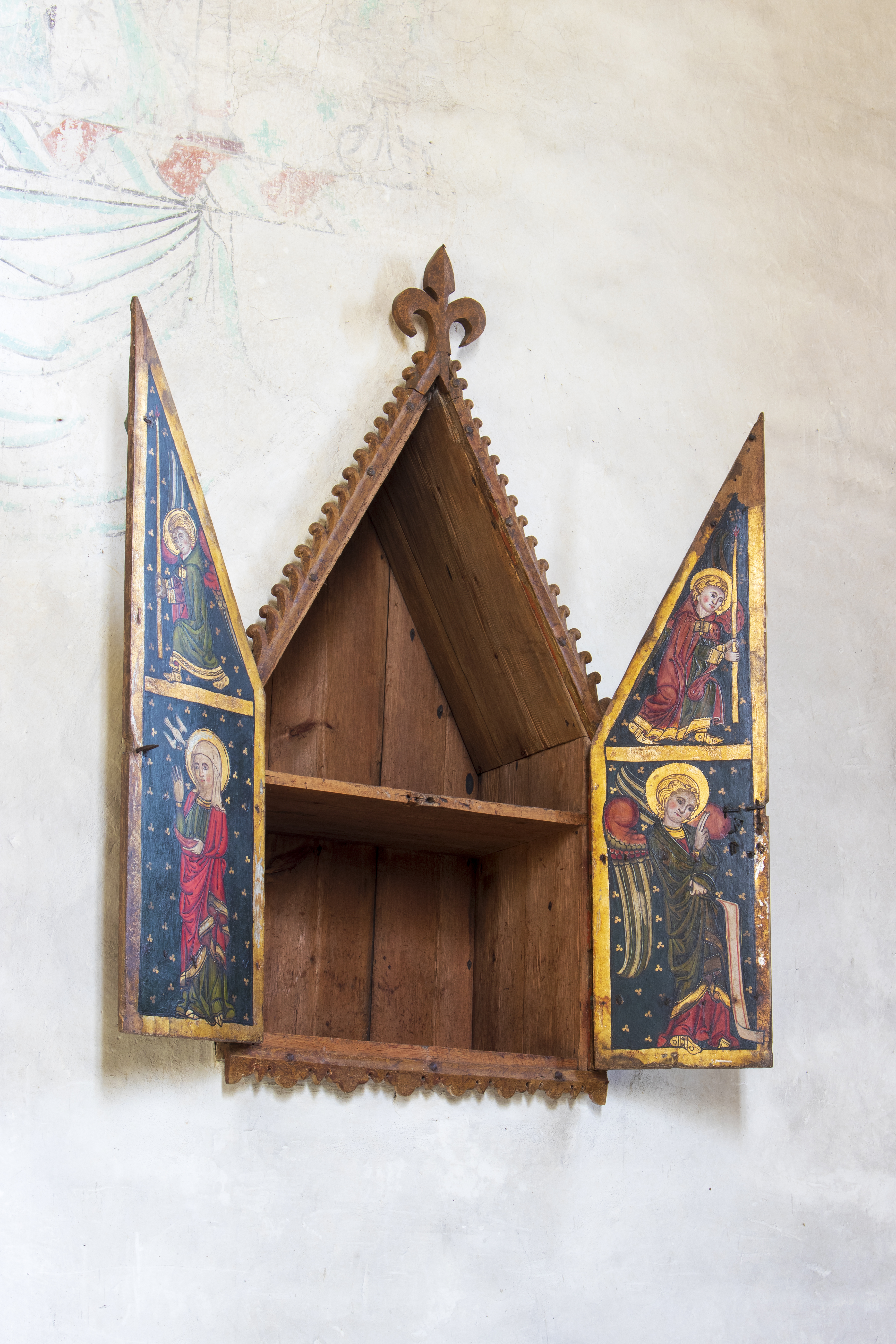
Sakramentskåp

## Källhänvisningar
1. 1 2  ”Garde församling”. Svenska kyrkan. http://www.svenskakyrkan.se/default.aspx?id=526172. Läst 27 maj 2011.
2. 1 2 3  Bengt G. Söderberg (1978). Kyrkorna på Gotland. Visby: Gotlandskonst AB. sid. 8. Libris 179718. ISBN 91 86050-58-3
3. ↑  Lagerlöf, Erland; Svahnström, Gunnar (1991). Gotlands kyrkor : en vägledning (4., omarb. uppl). Stockholm: Rabén & Sjögren. sid. 87. Libris 7236944. ISBN 91-29-61598-4
4. ↑  ”Alskogs kyrka”. Svenska kyrkan. http://www.svenskakyrkan.se/default.aspx?id=665588. Läst 27 maj 2011.

- Lagerlöf, Erland (1968). Alskogs kyrka. Sveriges kyrkor ; 118. Gotland ; 5:2. Stockholm. Libris 19512940. http://kulturarvsdata.se/raa/samla/html/6963
- Sten-Åke Carlsson & Tore Johansson, red (1990). Inventarium över svenska orglar: 1989:II, Linköpings stift, Visby stift. Tostared: Förlag Svenska orglar. Libris 4108784